# Городской театр Сан-Паулу
Городской театр Сан-Паулу (порт. Teatro Municipal de São Paulo) — один из самых известных театров Южной Америки, одна из достопримечательностей крупнейшего бразильского города Сан-Паулу и один из самых больших его театров. Расположен на площади Рамус-ди-Азиведу.
Строительство здания в стиле бозар началось в 1903 году. Стилистически здание ориентировано на Оперу Гарнье (Париж). Проектные работы велись студией Рамуса-ди-Азиведу, архитекторами стали Клаудиу и Домициану Росси. Открытие театра состоялось 12 сентября 1911 года исполнением вступления к опере Карлуса Гомеса «Гуарани» (Il Guarany, 1870) и оперы «Гамлет» Амбруаза Тома (1868).
Театр известен благодаря как особенностям своей архитектуры, так и по причине исторической и культурной ценности. В 1922 году в нем проводилась Неделя современного искусства, ставшая поворотным моментом в истории бразильского искусства. В здании театра размещаются также Муниципальный симфонический оркестр Сан-Паулу, Муниципальный лирический хор Сан-Паулу (порт. Coro Lírico Municipal de São Paulo) и Балет города Сан-Паулу (порт. Balé da Cidade de São Paulo); их размещение предполагалось там с момента возведения театра для удовлетворения стремления местной элиты сделать Сан-Паулу культурным центром страны. Помещение предназначено для проведения концертов классической музыки, театральных постановок и спектаклей балета, что подтверждают надписи на фасаде здания: на левой стороне — «Музыка», на правой — «Драма».
Значительным событием 1955 года стала премьера оперы «Неудачник Педру» (Pedro Malazarte, первый показ в Городском театре Рио-де-Жанейро в 1952 году) под управлением автора Камаргу Гуарньери.
В 1981 году бразильский Совет по наследию включил театр в список исторических памятников. В 2011 году завершились крупные работы по реставрации фасада здания и восстановления оригинальной настенной и потолочной росписи его интерьеров.